# Champniers-et-Reilhac
Champniers-et-Reilhac è un comune francese di 511 abitanti situato nel dipartimento della Dordogna nella regione della Nuova Aquitania.

## Società

### Evoluzione demografica
Abitanti censiti